# Argoun (ville)
Ustrada-Ġala
Pour les articles homonymes, voir Argoun.
Argoun (russe : Аргун) ou Ustrada-Ġala (tchétchène : Устрада-ГӀала, Oustrada-Hala) est une ville de Tchétchénie, une république de la fédération de Russie. Elle fait partie du raïon Chalinski. Sa population s'élevait à 41 393 habitants en 2022.

## Géographie
Argoun porte le nom de la rivière Argoun, qui l'arrose, et se trouve à 17 km à l'est de Grozny et fait partie de son agglomération. Elle est desservie par la route fédérale R217, qui relie la M4 à la frontière avec l'Azerbaïdjan en desservant les villes de Ciscaucasie.

## Population

### Démographie
Recensements (*) ou estimations de la population
| 1970*  | 1979*  | 1989*  | 2002*  | 2010*  |
| ------ | ------ | ------ | ------ | ------ |
| 15 148 | 21 652 | 25 491 | 25 698 | 29 525 |

| 2012   | 2013   | 2014   | 2015   | 2016   |
| ------ | ------ | ------ | ------ | ------ |
| 30 647 | 32 058 | 33 207 | 34 078 | 35 738 |

### Composition ethnique
D'après le recensement de la population de 2010, Argoun comptait :
- 99,32 % de Tchétchènes (29 233)
- 0,22 % de Russes (66)
- 0,07 % de Koumyks (22)

## Personnalités
- Abdoul-Khalim Saïdoullaïev (1966-2006), homme politique.
- Hüseyin Özkan (1972-), judoka turc, champion olympique.